# Bayerischer Erbfolgekrieg

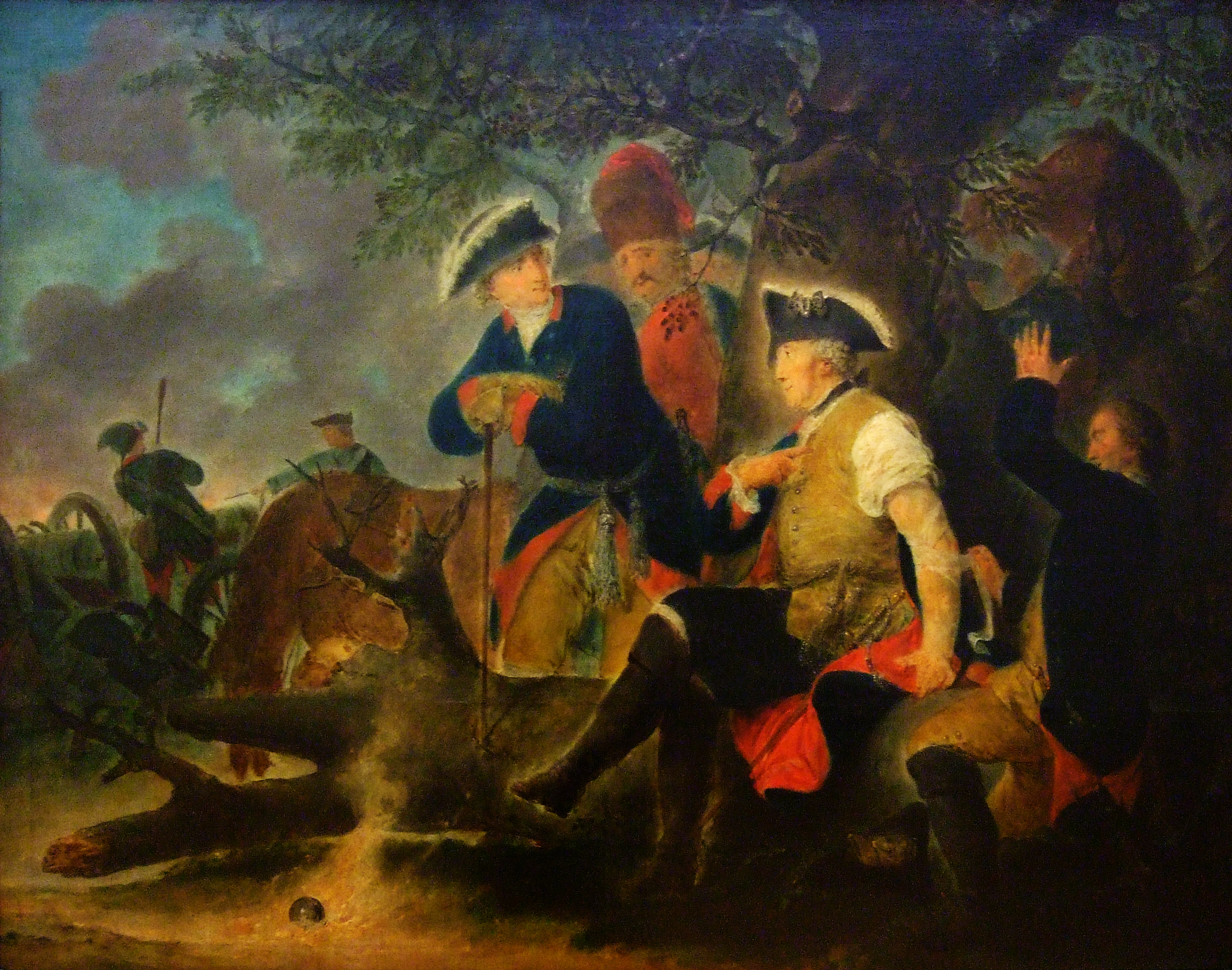
Preußens König Friedrich II. im Feldzug von 1778

Der Bayerische Erbfolgekrieg (Juli 1778 bis Mai 1779) wurde durch den Anspruch Österreichs auf Niederbayern und die Oberpfalz ausgelöst, nachdem die bayerische Linie der Wittelsbacher 1777 mit Maximilian III. Joseph ausgestorben war und das Kurfürstentum Bayern an die pfälzische Linie fallen sollte. Er gilt als der letzte der Kabinettskriege der Frühen Neuzeit.

## Ursachen

### Die Lage im Reich
Aufgrund des feudalen Charakters des Heiligen Römischen Reiches Deutscher Nation mit seiner starken territorialen Zersplitterung kam es im 18. Jahrhundert häufig zu Erbfolgestreitigkeiten. Bei der großen Anzahl an de facto selbständigen Teilstaaten kam es immer wieder vor, dass ein regierendes Fürstengeschlecht ausstarb und die Nachfolge umstritten war. Der Bayerische Erbfolgekrieg stellte eine von zahlreichen Auseinandersetzungen dieser Art dar, wobei er vor allem Ausdruck des immer stärker werdenden preußisch-österreichischen Gegensatzes war.

### Die Wittelsbacher
Das Herzogtum Bayern war einer der zahlreichen Teilstaaten des Heiligen Römischen Reiches. Nach dem Prozess gegen Heinrich den Löwen ging Bayern im Jahre 1180 an das Adelsgeschlecht der Wittelsbacher. Diese bauten das Herzogtum in der Folgezeit zu einem der größten deutschen Territorialstaaten aus. 1329 entstand die pfälzische Linie der Wittelsbacher, die über die Kurpfalz und die Oberpfalz herrschte und sich später in mehrere Nebenlinien teilte. Nachdem Kurfürst Friedrich V. von der Pfalz im Aufstand der protestantischen böhmischen Stände gegen die Habsburger zum König von Böhmen gekrönt worden war (1619/20), besiegte ihn die Katholische Liga in der Schlacht am Weißen Berg. Die pfälzischen Wittelsbacher mussten die Oberpfalz an Bayern abtreten. Als am 30. Dezember 1777 der bayerische Kurfürst Maximilian III. Joseph starb, erlosch die bayerische Linie der Wittelsbacher. Aufgrund der Erbfolgeverträge sollte das Kurfürstentum Bayern nun an Kurfürst Karl Theodor aus der Linie Pfalz-Sulzbach fallen, doch Österreich intervenierte.

### Die Position der Habsburger
In der Oberpfalz bestand in einigen Landstrichen seit der Zeit König Karls I. von Luxemburg eine böhmische Oberhoheit, auch wenn sie in den vier Jahrhunderten seither keine praktische Bedeutung gehabt hatte (siehe Böhmische Pfalz).
Nach den Erfahrungen in den drei Schlesischen Kriegen gegen Preußen waren die österreichischen Habsburger wegen der Entstehung einer weiteren Großmacht auf deutschem Boden besorgt. Zudem hatte der Verlust Schlesiens an Preußen die Habsburger geschwächt, so dass das Aussterben der bayerischen Wittelsbacher einen willkommenen Anlass für den habsburgischen Kaiser Joseph II. bot, seine Ländereien zu erweitern und dabei seine Machtposition im Reich zu stärken (und auch Revanche für den Österreichischen Erbfolgekrieg der Wittelsbacher gegen seine Mutter Maria Theresia zu nehmen). Deshalb erhob er kurz nach dem Tode Maximilians III. Ansprüche auf Niederbayern und die Oberpfalz. Joseph II. konnte Kurfürst Karl Theodor dazu bewegen, im Tausch gegen erhebliche finanzielle Gegenleistungen und Vorderösterreich (Freiburg bis Konstanz) auf diese Teile Bayerns zu verzichten. Nachdem dieser Tausch in der Wiener Konvention vom 3. Januar 1778 von beiden besiegelt worden war, rückten österreichische Truppen in die Oberpfalz und Niederbayern ein.

## Verlauf
Das Vorgehen Österreichs stieß auf die Ablehnung der meisten deutschen Reichsfürsten, allen voran Karl Theodors Erben Herzog Karl II. August sowie König Friedrich II. von Preußen, der wegen des sich ebenfalls abzeichnenden Aussterbens der fränkischen Hohenzollern auf die Erbfolge in Ansbach und Bayreuth bedacht war.
Am 3. Juli erklärte Preußen nach vorausgegangenen diplomatischen Verhandlungen Österreich den Krieg. Der preußische König mobilisierte seine Truppen und ließ sie am 5. Juli 1778 in Böhmen einmarschieren, womit der Bayerische Erbfolgekrieg begann. Auf beiden Seiten kam es schnell zu großen logistischen Problemen, sodass nennenswerte militärische Auseinandersetzungen vermieden wurden.
Aufgrund der schlechten Versorgungslage mussten sich die Soldaten hauptsächlich mit vor Ort beschlagnahmten Lebensmitteln ernähren, weshalb dieser Konflikt in Preußen spöttisch als „Kartoffelkrieg“ und in Österreich „Zwetschgenrummel“ bezeichnet wurde. Bemerkenswert ist, dass der Krieg auch deswegen nicht mit der ganzen Kraft der gegnerischen Mächte geführt wurde, da sich Maria Theresia – mitten während der dürftigen militärischen Aktionen – an den König von Preußen wandte und ihn bat, von einer Schlacht abzusehen, was dieser auch schriftlich zusagte. Insofern kann dieser Krieg als „Kampf ohne militärische Aktionen“ bezeichnet werden, was in der Geschichte der europäischen Mächte ein Novum war.
Am 13. Mai 1779 beendete der Frieden von Teschen den Krieg.

## Epilog
Ein zweiter Krieg um den Besitz Bayerns drohte 1785. Diesmal ging es nicht nur um Teile, sondern um das gesamte Kurfürstentum, das Karl Theodor mit Österreich gegen die Österreichischen Niederlande (ohne Luxemburg und Namur) tauschen wollte, die sich mit dessen benachbarten, aber von Bayern entfernten pfälzischen Stammlanden und seinen niederrheinischen Herzogtümern Jülich und Berg gut hätten zusammenschließen lassen. Wien hatte ihm zudem den Titel „König von Burgund“ zugesichert. Erneut erhob Preußen Einspruch, mobilisierte Karl Theodors potentielle Erben zum Protest gegen den Tausch und gründete mit anderen deutschen Mittelstaaten den Fürstenbund gegen Österreich. Ein Waffengang wurde so abgewendet.
Der preußisch-österreichische Gegensatz blieb trotz der recht schnellen Beilegung des Konfliktes und der Ergebnisse des Friedens von Teschen weiter bestehen und sollte erst knapp achtzig Jahre später im Deutschen Krieg endgültig zugunsten Preußens beseitigt werden.
Während der französischen Revolutionskriege gab Preußen nach 1793 doch noch seine Zustimmung zu den österreichisch-bayerischen Tauschplänen, um Österreichs Zustimmung zur zwischen Russland und Preußen vereinbarten Zweiten Teilung Polens zu erlangen. Das Vorhaben war jedoch nicht mehr realisierbar: Österreich hatte die Niederlande nach der Brabanter Revolution und einer ersten französischen Besetzung zwar kurzzeitig zurückerobert, verlor sie jedoch schon 1794 endgültig an die französischen Revolutionsheere.